# Xenia (poesia)
Xenia è una sezione della raccolta Satura, pubblicata da Eugenio Montale nel 1971.
Xenia si suddivide a sua volta in due sezioni, Xenia I e Xenia II, composte ciascuna da 14 poesie. Il tema principale è il ricordo di Drusilla Tanzi, moglie del poeta, deceduta nel 1963. 

## Genesi
Il nome della sottoraccolta deriva dal XIII libro degli Epigrammi di Marziale; xenia nell'Antica Grecia erano i doni fatti all'ospite. Nel 1964, un anno dopo la morte della moglie, Montale inizia a scrivere queste poesie con l'intento di omaggiarla, offrendogliele come dono. 
Le poesie sciolgono a mano a mano il ricordo; il poeta inizia un dialogo affettuoso con lei, soprannominandola "Mosca", per via della sua forte miopia e del conseguente spessore delle lenti degli occhiali che portava. 
Nonostante il loro rapporto tormentato e i tradimenti con "Clizia" (ovvero Irma Brandeis), Montale celebra Drusilla con versi pieni di commozione, riportando alla luce i loro gesti quotidiani e il rispetto verso la sua compagna di vita.
Lo scrittore dopo anni di silenzio (dal 1954 al 1962), ad eccezione della scrittura giornalistica, riprende la poesia con uno stile molto tendente alla prosa. Come affermato da Montale in un'intervista: "Tra i primi tre libri miei e questo quarto sono passati alcuni anni, anni occupati da un mestiere preciso che prima non avevo, quello del giornalista naturalmente. Quando poi ho cominciato a fare qualche epigramma pubblicato in coda a certi elzeviri sul giornale, allora ho scoperto la dimensione di una poesia che apparentemente tende alla prosa e nello stesso tempo la rifiuta".

## Struttura
Xenia è formato da 28 poesie, 14 contenute in Xenia I e 14 contenute in Xenia II.
I componimenti sono brevi, alcuni brevissimi, di facile lettura e comprensione. La lirica si avvicina molto allo stile letterario del diario, gli spunti e l'ispirazione vengono presi dalla realtà quotidiana, la banalità di tutti i giorni diviene motivo di profonda riflessione. Quello di Xenia è un nuovo Montale che abbandona lo stile ermetico per risultare essenziale e immediato, senza essere più criptico e oscuro. 
Il poeta però non abbandona la sua musicalità: sono sempre presenti allitterazioni, consonanze e assonanze.

## Temi
La figura femminile, importantissima nella poetica montaliana, perde la sua funzione salvifica (detenuta da Clizia); Mosca diviene piuttosto l'accompagnatrice di Montale nel suo cammino della vita. Il poeta si accinge ad affrontare la vita da solo e tutto di conseguenza si complica. 
Il confine tra vivi e morti si fa sempre più sottile, le poesie luminose di ricordo a tratti divengono oscure.
Mosca diviene colei che era capace di vedere la realtà nonostante la sua cecità, la donna che sapeva mostrare la verità al poeta. 
(Francesco Puccio, Testi ed intertesti del Novecento, Fratelli Conti Editori,  Volume 2° , p. 572.)